# Elena Kampouris
Elena Kampouris (Nueva York, 16 de septiembre de 1997) es una actriz estadounidense. Conocida por sus papeles como Allison Doss en el drama Men, Women & Children del 2014, Maya Decker en la serie dramática de la NBC American Odyssey, Paris Miller en la comedia romántica del 2016 Mi gran boda griega 2 y Juliet Sykes en el drama del 2017, Before I Fall. En 2016, hizo su debut en Broadway en la obra de teatro Las amistades peligrosas como Cécile Volanges. En 2021, interpretó el papel de Chloe Sampson en la serie de superhéroes de Netflix, El legado de Júpiter.

## Biografía
Kampouris nació en 1997 en la ciudad de Nueva York, hija de Ivey Barry, ilustradora y diseñadora de moda, y Alexander Kampouris, propietario de una tienda de vinos boutique en Basking Ridge (Nueva Jersey). Su padre es griego, de la isla de Kasos, y su madre es estadounidense, de ascendencia inglesa y francesa. tiene un hermano mayor, Emmanuel. Creció en Bridgewater Township (Nueva Jersey) y asistió a la escuela Gill St. Bernard's, aunque abandonó la escuela antes de graduarse por lo que recibió clases en el hogar en los últimos años de secundaria.
En 2012, hizo su debut en la interpretación con un pequeño papel invitado como Constance Girl en un episodio de la serie dramática adolescente Gossip Girl. Siguió con la película de comedia para televisión de Nickelodeon Jinxed (2013), en la que interpretó a Ivy Murray. Ese mismo año, debutó en la gran pantalla en el drama Labor Day, interpretando a Rachel McCann de joven. En diciembre de 2013, firmó con la agencia de talentos William Morris Endeavor.
En 2014, Kampouris interpretó a Allison Doss en la película de comedia dramática Men, Women & Children. Más tarde, ese mismo año, interpretó a Alexia en la película de comedia dramática The Cobbler. En 2015, protagonizó la serie de suspenso de NBC American Odyssey donde dio vida al personaje de Maya Decker, la hija del personaje interpretado por Peter Facinelli. La serie fue cancelada después de una única temporada. Posteriormente, tuvo un papel secundario en la película de comedia romántica Mi gran boda griega 2.
En el 2016, hizo su debut en Broadway en la obra de teatro, Las amistades peligrosas donde interpretó el papel secundario de Cécile de Volanges, una adolescente rica e ingenua. Al año siguiente, tuvo un papel secundario como Juliet Sykes en la película dramática Before I Fall.
El 11 de febrero de 2019, se anunció que había sido seleccionada para interpretar el papel de Chloe Sampson en la serie de superhéroes, Jupiter's Legacy, que se estrenó internacionalmente en Netflix el 7 de mayo de 2021.

## Filmografía

### Cine
| Año            | Título                   | Papel                  | Notas | Ref.   |
| -------------- | ------------------------ | ---------------------- | ----- | ------ |
| 2013           | Labor Day                | Rachel McCann de joven |       |        |
| 2014           | Men, Women & Children    | Allison Doss           |       |        |
| 2014           | The Cobbler              | Alexia                 |       |        |
| 2016           | Mi gran boda griega 2    | Paris Miller           |       |        |
| 2017           | Before I Fall            | Juliet Sykes           |       |        |
| 2019           | Summer Night             | Corin                  |       |        |
| 2020           | Children of the Corn     | Boleyn Williams        |       |        |
| 2021           | Shoplifters of the World | Sheila                 |       |        |
| 2022           | Wifelike                 | Meredith               |       | [ 18 ] |
| 2023           | Mi gran boda griega 3    | Paris Miller           |       | [ 19 ] |
| 2023           | Vindicta                 | Lou                    |       |        |
| 2024           | Here Now                 | Sophie                 |       | [ 20 ] |
| (Fuente: IMDb) |                          |                        |       |        |

### Televisión
| Año            | Título           | Papel             | Notas                            | Ref. |
| -------------- | ---------------- | ----------------- | -------------------------------- | ---- |
| 2012           | Gossip Girl      | Constance Girl #2 | Episodio: «It Girl, Interrupted» |      |
| 2013           | Jinxed           | Ivy Murray        | Telefilme                        |      |
| 2015           | American Odyssey | Maya Decker       | 9 episodios                      |      |
| 2018           | Sacred Lies      | Minnow Bly        | Papel regular; 10 episodios      |      |
| 2021           | Jupiter's Legacy | Chloe Sampson     | Papel principal; 8 episodios     |      |
| (Fuente: IMDb) |                  |                   |                                  |      |

## Teatro
| Año  | Producción               | Papel           | Localización  | Notas    |
| ---- | ------------------------ | --------------- | ------------- | -------- |
| 2016 | Las amistades peligrosas | Cécile Volanges | Booth Theatre | Broadway |